# Nassandres
Nassandres foi uma antiga comuna francesa na região administrativa da Normandia, no departamento de Eure. Estendia-se por uma área de 4,93 km². Em 2010 a comuna tinha 2 442 habitantes (densidade: 495,3 hab./km²).
Em 1 de janeiro de 2017, passou a formar parte da nova comuna de Nassandres sur Risle.